# Powiat Kitamorokata
Powiat Kitamorokata (jap. 北諸県郡 Kitamorokata-gun) – powiat w Japonii, w prefekturze Miyazaki. W 2024 roku liczył 25 473 mieszkańców.

## Miejscowości
- Mimata